# Moto Club Constantí
El Moto Club Constantí és una entitat esportiva catalana dedicada al motociclisme que fou fundada a Constantí, Tarragonès, el 1997. Des de la seva fundació, el president és Manel Aymar. Fins al 2004, el motoclub tingué diferents circuits situats en terrenys cedits per l'Ajuntament de Constantí.
El motoclub ha rebut 13 vegades el guardó de millor club de Catalunya en l'organització de proves (n'ha organitzades més de 60 del Campionat de Catalunya de diferents modalitats). El 2008, conjuntament amb el MAC Reus i el Moto Club Tarragona, organitzà una prova del Campionat d'Espanya d'enduro. A data de 2012, l'entitat tenia 137 socis. Els seus pilots, entre ells el campió del món d'enduro Ivan Cervantes, han aconseguit cinc títols de campions d'Espanya i trenta-nou de Catalunya.

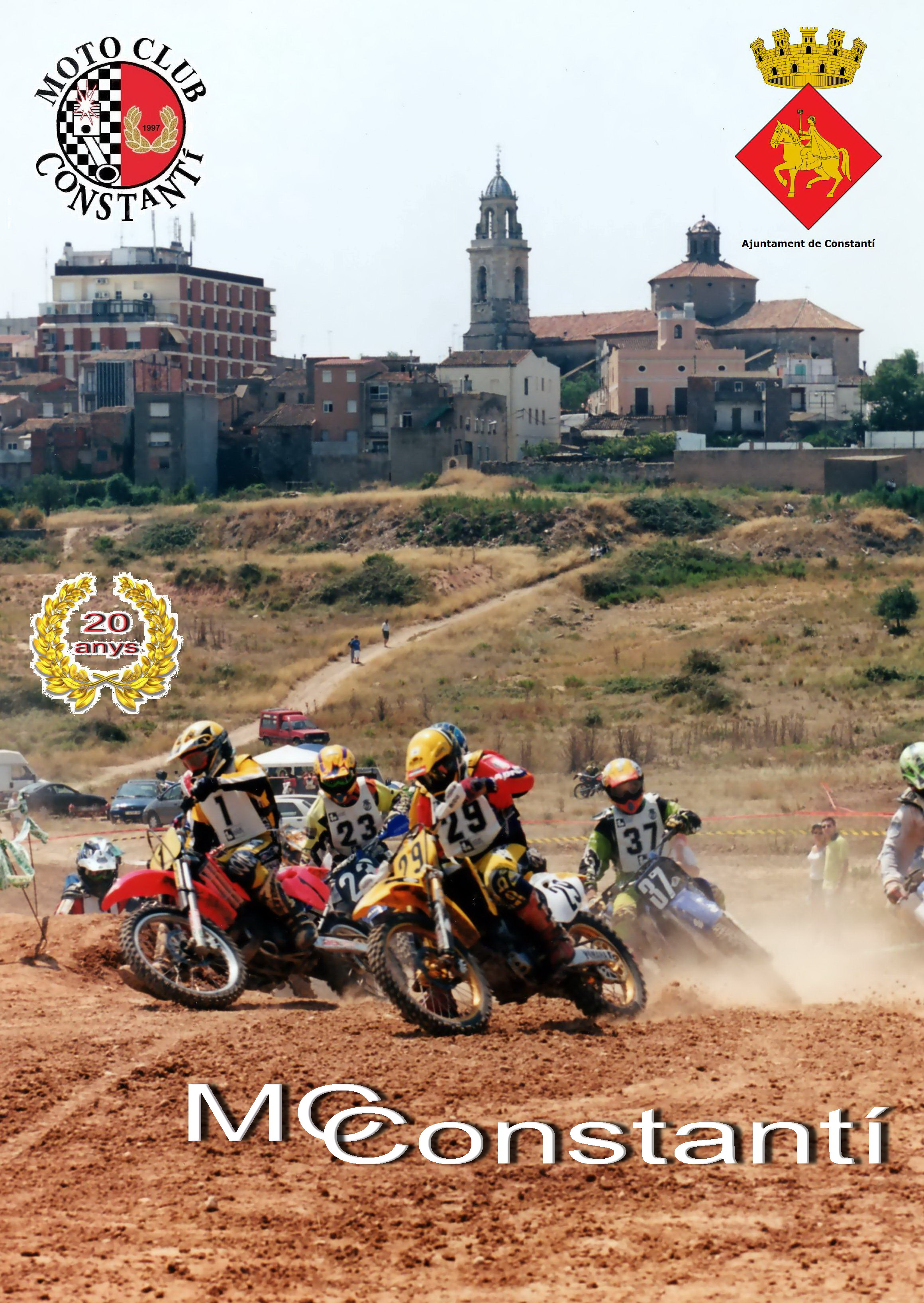
Moto Club Constantí 20 anys